# Forgács József (szociálpszichológus)
Forgács József (a nemzetközi szociálpszichológiai szakirodalomban: Joseph Paul Forgas) (Budapest, 1947. május 16. –) magyar származású ausztrál szociálpszichológus, az University of New South Wales egyetemi tanára és tudományos kutatója Sydneyben, Ausztráliában. 22 éves korában emigrált Ausztráliába, itt alapított családot, nős, két gyermeke van, Sydneyben él és alkot.

## Életútja, munkássága
A Macquarie Egyetemen (Sydney) kitüntetéssel diplomázott, tanulmányi ösztöndíjjal Nyugat-Németországban, majd az Oxfordi Egyetemen járt, ez utóbbi helyen doktori címet szerzett (D. Phil. (1977), D. Sc. (1990)). Vizsgálatai az interperszonális viselkedés kognitív és affektív folyamataira irányulnak.
Egyik úttörője volt azoknak, akik vizsgálták az érzelmek sokrétű szerepét a gondolkodásban, ítélkezésben, emlékezetben, az érzelmi intelligenciában, a neuropszichológiában és az emberek közötti viselkedésben. Ő fejlesztette ki az érzelmi hatások első integratív elméletét, az Affect Infusion Modelt (AIM). Kísérletei jelentős mértékben hozzájárultak ahhoz, hogy megértsük az érzelmi hatások befolyását számos valós ítéletre, a viselkedésre, a sztereotípiák és az előítéletek kialakulására, a társadalmi folyamatokra, a szervezeti viselkedésre, az alkura, a tárgyalásra, a verbális kommunikációra és a fogyasztói döntésekre.
Munkájában támogatta az Ausztrál Kutatási Tanács (ARC), beleértve az ARC Professzori Ösztöndíjat, az ARC kitüntetését. Nemzetközi vonatkozásban Alexander von Humboldt német természettudósról elnevezett alapítvány támogatta és az Amerikai Egyesült Államok nemzeti egészségkutatási intézete, a National Institutes of Mental Health. Munkásságával mind a Humboldt-, mind a Rockefeller Alapítvány díját kiérdemelte.
Mintegy 26 könyvet és több mint 200 szakcikket és könyvfejezetet írt, az emberi társas kapcsolatok terén már az 1980-as évek elejétől megkerülhetetlen nemzetközi szaktekintély. Itthon is számos kollégája, köztük Prof. Pléh Csaba is gyakran hivatkozik rá. Eredményeit a magyarországi szakmai környezetben nem tudta volna elérni, hiszen a pszichológia tudománya 1949-től az 1989-es rendszerváltásig tudatosan és majdnem teljességgel háttérbe volt szorítva. 1989 után kapcsolata helyreállt szülőföldje szakmai köreivel, több könyvét is lefordították magyar nyelvre, az 1990-es években már ezekből tanulták a magyar diákok a szociálpszichológiát. A Magyar Tudományos Akadémia felvette külső tagjai sorába.
Kezdeményezte, és már 15 éve szervezi évente a nemzetközi szociálpszichológiai szimpóziumot Sydneyben, Sydney Symposium of Social Psychology (SSSP). A találkozók témája minden évben változik, s jelentős mértékben összefogja a szociálpszichológia nemzetközi kutatóit. A szimpóziumokhoz kapcsolódnak kiadványok, Psychology Press, New York , a Sydney Symposium of Social Psychology kiadásában.
Társszerkesztője a nemzetközi könyvsorozatnak, "Frontiers of Social Psychology" (Psychology Press, New York). Több vezető szakfolyóirat szerkesztőbizottságába beválasztották, s társszerkesztője az Australian Journal of Psychology c. folyóiratnak. Képviselte Ausztráliát a stockholmi Nemzetközi Pszichológiai Kongresszuson (International Congress of Psychology, 2000); 2003-ban pedig a olasz szociálpszichológiai konferencián Bariban. Munkái közt szerepel számos kulcsfontosságú szakkönyv, tankönyv és kézikönyv. Egy jelenlegi projektben a érzelmi hatások a nyelvi és stratégiai interperszonális viselkedésre témát kutatja.
Munkájában folyamatosan segítette és segíti széles körű nyelvismerete, a hosszú távollét ellenére is kiváló anyanyelv tudása, a magyar nyelv; angol, német, francia nyelvismerete pedig előmozdította számára az euroatlanti kultúrkörbe való beilleszkedést és a szakmai kihívásoknak való megfelelést.

## Kötetei magyar nyelven (válogatás)
- Interpersonal behaviour (magyar) A társas érintkezés pszichológiája / Forgács Budapest : Gondolat, 1994. 381 p. (újabb kiadások évei: 1997, 1999, 2000, 2002, 2003, 2007)
- Érzelem és gondolkodás. Az érzelem szociálpszichológiája; szerk. Forgács József, ford. Boross Ottília; Kairosz, Szentendre, 2001
- Az érzelmek pszichológiája. szerk., Budapest : Kairosz, 2003. 422 p.
- Az érzelmi intelligencia a mindennapi életben; szerk. Joseph Ciarrochi, Joseph P. Forgas, John D. Mayer, ford. Berkics Mihály et al.; Kairosz, Bp., 2003
- The social outcast: Ostracism, social exclusion, rejection and bullying (magyar) A társas kirekesztés pszichológiája : Kitaszítás, kiközösítés, elutasítás és szekálás / [szerk.] Kipling D. Williams, Joseph P. Forgas (Forgács József), William von Hippel ; [ford. Berkics Mihály et al.] Budapest : Kairosz, 2006. 353 p. ill.[6]
- A társas én. Az önmegismerés szociálpszichológiája; szerk. Joseph P. Forgas, Kipling D. Williams, ford. Berkics Mihály et al.; Kairosz, Bp., 2006
- Az evolúció és a társas megismerés / Forgács P. József ; [Joseph P. Forgas, Martie G. Haselton, William von Hippel ; fordította Berkics Mihály] Budapest : Kairosz, 2008. 361 p. ill.[7]
- A párkapcsolatok pszichológiája; szerk. Joseph P. Forgas (Forgács József), ford. Berkics Mihály, Kenessey Tamara, Takács Ármin; Kairosz, Bp., 2012
- Az érzelmek szerepe a gondolkozásban és a társas érintkezésben; MTA, Bp., 2015 (Székfoglalók a Magyar Tudományos Akadémián)

## Szervezeti tagság (válogatás)
- Ausztrál Társadalomtudományi Akadémia (rendes tag)[8]
- Magyar Tudományos Akadémia (külső tag)
- Association for Psychological Science
- European Association of Experimental Social Psychology
- Frontiers of Social Psychology
- Society of Personality and Social Psychology (rendes tag)
- The Sydney Symposium of Social Psychology

## Díjak, elismerések (válogatás)
- Alexander von Humboldt-díj (1994)
- Különleges Kutatói Díj (Ausztrál Kutatási Alap, 1996)
- Professzori Díj (Ausztrál Kutatási Alap, 2005)
- Az Oxfordi Egyetem díszdoktora
- Kimagasló Tudományos Eredményért Díj
- Ausztrália-rend (2012)